# Український музичний інститут Америки
Український музичний інститут в Америці (УМІА) — музична школа, заснована 1952 року у Нью-Йорку з філіями у 12 містах США: Балтимор, Вашингтон, Детройт, Клівленд, Філадельфія, Чикаго, Баффало, Ірвінґтон, Льорейн, Ньюарк, Пассейк, Трентон.
Пересічне число учнів 160 (стан на 1980). Перший голова УМІА Роман Савицький (1952—1959), далі — Ігор Соневицький (1959—1961), З. Лисько (1961—1962), Д. Каранович-Гординська, М. Байлова, Т. Богданська, з 1981 — К. Чічка-Андрієнко.
Програма УМІА розрахована на 10 років; крім того, один підготовний рік для дітей до 8 років та один концертовий рік для абсольвентів. УМІА розвинув також концертову і видавничу діяльність (перевид. «Історії Української Музики» Миколи Грінченка, Пропам'ятні книги УМІА 1958 і 1963 тощо).
Серед викладачів філії у Вашингтоні — Микола Недзвецький, філій у Клівленді і Лорейні — Ярослав Барнич, інших — Рожа Смеречинська-Шуль.
Одним із учнів УМІА був Степан Спєх.